# كوبا ليبرتادوريس 1995
كأس ليبرتادوريس 1995 (بالإنجليزية: 1995 Copa Libertadores) هو موسم من كأس ليبرتادوريس. أقيم خلال الفترة 8 فبراير 1955 وحتى 30 أغسطس 1995، وبمشاركة  21 فريقاً، وفاز فيه غريميو بورتو أليغرينزي.

## النهائي
أقيم النهائي بين النادي البرازيلي غريميو بورتو أليغرينزي والكولومبي أتلتيكو ناسيونال . في مباراة الذهاب التي أقيمت في ملعب أوليمبيكو في بورتو أليغري، فاز جريميو على أتليتكو ناسيونال 31. في مباراة الإياب ، التي أقيمت في ملعب أتاناسيو خيراردوت في ميديلين ، تعادل الفريقان 1–1 ، وبالتالي فاز غريميو 3-1 بالنقاط ، محققًا لقبه الثاني في البطولة.